# Franz Dittert
Franz Dittert (* 10. Dezember 1857 in Wölfelsdorf, Landkreis Habelschwerdt, Schlesien; † 18. Dezember 1937 in Mittelwalde) war ein deutscher, römisch-katholischer Geistlicher  und ab 1899 Stadtpfarrer von Mittelwalde. Von 1921 bis 1937 war er Großdechant und Vikar der bis 1972 zum Erzbistum Prag gehörenden Grafschaft Glatz sowie Domherr von Breslau.

## Leben
Franz Dittert war der Sohn eines Landwirts. Nach dem Besuch des Königlichen Katholischen Gymnasiums in Glatz studierte er Katholische Theologie an den Universitäten Breslau, München und Würzburg. Seit dem Studium war er Mitglied der katholischen Studentenverbindungen KDStV Winfridia Breslau und KDStV Markomannia Würzburg. Nach dem Studium kehrte er in seine Heimat zurück und wurde am 29. Juli 1883 vom Breslauer Bischof Robert Herzog für das Erzbistum Prag zum Priester geweiht. Danach wirkte er mehr als zwei Jahre als Kaplan in Rosenthal. Ab 1886 war er Lokalist in Stuhlseifen, wenige Monate später kehrte er nach Rosenthal zurück, wo er als Pfarrer eingesetzt wurde. Am 15. August 1899 erfolgte die Ernennung zum Pfarrer von Mittelwalde. Dort errichtete er 1912 eine Kleinkinder- und Haushaltsschule sowie eine höhere Familienschule. Die Leitung übertrug er den Breslauer Hedwigschwestern, denen er 1936 das Haus übereignete. Da durch den Bevölkerungszuwachs die Pfarrkirche „Corpus Christi“ zu klein geworden war, plante er einen Neubau. Dieses Vorhaben konnte wegen des Ersten Weltkriegs und der nachfolgenden Inflation nicht realisiert werden. Politisch war er Vorsitzender der Zentrumspartei für den Kreis Habelschwerdt.
Nach dem Tod des Großdechanten Edmund Scholz wurde Franz Dittert am 7. Februar 1921 vom Prager Erzbischof František Kordač zu dessen Nachfolger ernannt. Zugleich wurde er als Stellvertreter des Erzbischofs in die Fuldaer Bischofskonferenz berufen. Am 27. April 1921 wurde er Ehrendomkapitular am Breslauer Dom. Im selben Jahr verlieh ihm Papst Benedikt XV. die Prälatenwürde eines Apostolischen Protonotars. Da er als Generalvikar für 160.000 Katholiken in 63 Kirchengemeinden sowie 114 Priester zuständig war, wurde im Mittelwalder Pfarrhaus ein Büro mit einem Kaplan, der als geistlicher Sekretär wirkte, eingerichtet. Es wurde vom späteren Kanonischen Visitator Prälat Leo Christoph geleitet.
Als im Rahmen von Konkordatsverhandlungen die Loslösung der Grafschaft Glatz vom Erzbistum Prag diskutiert wurde, wandte sich Großdechant Dittert an den Prager Erzbischof Kordač mit der Bitte, die Grafschaft aus historischen Gründen bei Prag zu belassen oder ein eigenes „Bistum Glatz“ zu gründen. Dieses Anliegen trug Großdechant Dittert persönlich auch dem Nuntius Eugenio Pacelli in Berlin vor. Ein Anschluss an das Erzbistum Breslau wurde vom Großdechanten und dem Glatzer Klerus abgelehnt.
Im Rahmen einer Aktion, die zum Verbot des Katholischen Jungmännerverbandes (KJMV) führen sollte, durchsuchte die Gestapo am 23. November 1935 die Diensträume des Großdechanten Dittert in Mittelwalde. Der Amtsvorsteher Carl Taube von Neuwaltersdorf hatte davon erfahren und einige Geistliche vorab gewarnt. Sekretär Leo Christoph hatte die Geheime Verfügung mittels Schreibmaschine abgeschrieben und sie seinem Vorgesetzten Dittert vorgelegt. Dieser hatte sie der Bischöflichen Informationsstelle in Berlin zugeleitet. Dort wurde die Abschrift bei einer Hausdurchsuchung vorgefunden und die sofortige Durchsuchung des Pfarrhauses in Mittelwalde veranlasst. Obwohl die Durchsuchung der Büroräume und Beschlagnahme der Akten keine Nachweise erbracht hatte, sollte Dittert verhaftet werden. Durch einen zufällig anwesenden Hausarzt, der auf den geschwächten Gesundheitszustand des 78-jährigen hinwies, konnte dessen Verhaftung verhindert werden. Allerdings wurden statt seiner der Sekretär Leo Christoph, der Pfarrer Georg Charfreitag von Neuwaltersdorf und der dortige Amtsvorsteher Carl Taube sowie der Pfarrer Petrus Tautz von Konradswalde verhaftet. Ohne dass ein Verfahren eingeleitet worden wäre, wurden Leo Christoph, Georg Charfreitag und Carl Taube am 27. November 1935 vom Breslauer Polizeigefängnis in das Berliner KZ Columbia überstellt. Der ebenfalls inhaftierte Pfarrer Tautz durfte damals nach Konradswalde zurückkehren. Leo Christoph, Georg Charfreitag und Carl Taube wurden erst am 6. März 1936 ohne Begründung aus dem KZ Columbia entlassen.
Franz Dittert starb am 18. Dezember 1937 in Mittelwalde. Nach einem Pontifikalrequiem wurde er durch den Prager Weihbischof Johannes Nepomuk Remiger bei der Mittelwalder Friedhofskirche St. Barbara beigesetzt. Den Grabstein mit einem Relief des Auferstandenen Christus schuf der Glatzer Bildhauer Franz Wagner.